# ハインツ・ハルメル

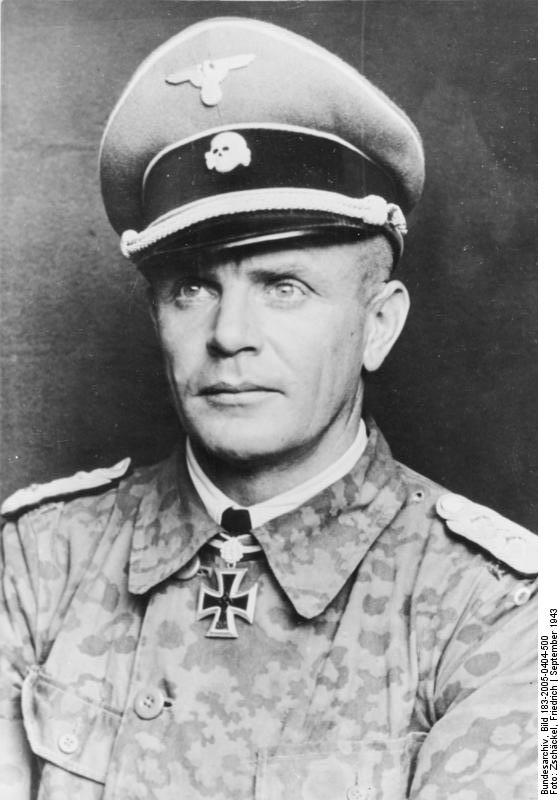
ハインツ・ハルメル

ハインリヒ・ハインツ・アルトゥル・ハルメル（Heinrich Heinz Arthur Harmel、1906年6月29日-2000年9月2日）は、ナチス・ドイツの武装親衛隊の将軍。最終階級は親衛隊少将（SS-Brigadeführer）。

## 略歴
メッツ出身。ヴァイマル共和国軍（Reichswehr）に兵士として勤務していたが、試験で士官になる道を断たれたため、軍隊を諦めた。予備軍に残留しながら農業に従事した。ドイツ首相アドルフ・ヒトラーによる再軍備宣言があった1935年に親衛隊特務部隊（武装親衛隊の前身）の「ゲルマニア」連隊に入隊した。1940年の西方戦には「デア・フューラー」連隊に属する中隊の隊長として出征。1941年、独ソ戦が開始されると東部戦線に従軍した。1941年12月のモスクワ攻略戦では自動車化歩兵部隊「ドイッチュラント」連隊の連隊長を務めて勇戦した。1943年2月の第三次ハリコフ攻防戦、7月のクルスク戦でも大きな活躍をした。1944年4月27日から1945年4月28日にかけて「フルンツベルク」師団の師団長を務めた。師団はカーメネツェツ＝ポドルスクでのソ連軍と戦闘したのち、ノルマンディー上陸作戦に際してイギリス軍と戦闘した。上陸作戦のファレーズ戦の後、セーヌ川右岸への撤収の際にハルメルの師団は殿軍をつとめた。その後、再編成のためオランダのアルンヘムへ移動した。1944年9月、ここでイギリス軍によるマーケット・ガーデン作戦が決行された。ハルメルらはヴィルヘルム・ビットリヒの指揮の下、イギリス軍を撃退した。1945年1月にはアルザスで米軍と戦闘。その後、オーデル河畔へ移動し、ソ連軍と戦闘した。しかしヒトラーの死守命令に背いたとされて1945年4月28日に指揮権を取り上げられた。ハルメルはこの決定を不服としてオーストリアにあった陸軍人事局に抗議を行ったが、この際にオーストリア防衛の指揮を任された。しかしまもなくドイツは敗戦し、ハルメルはイギリス軍の捕虜となった。2年間、抑留されたのち、ドイツへ送還された。その後、販売代理店の仕事をした。94歳でクレーフェルトにおいて死去。